# Bruce Gilley
Bruce Gilley, né le 21 juillet 1966, est un professeur de sciences politiques à l'université d'État de Portland, aux États-Unis. Gilley a acquis une renommée internationale mais aussi un nombre de critiques pour son article polémique intitulé  The Case for Colonialism, publié en 2017 dans une édition en ligne de la revue scientifique à comité de lecture The Third World Quarterly. Quinze membres du conseil d'administration de la revue ont démissionné à la suite de cette publication.

## Biographie
Gilley a obtenu son baccalauréat ès arts en économie et relations internationales de l'université de Toronto en 1988. De 1989 à 1991, il a été boursier du Commonwealth à l'université d'Oxford, où il a obtenu sa maîtrise (Master of Philosophy) en économie.
De 1992 à 2002, il a travaillé comme journaliste à Hong Kong et a écrit pour le journal Eastern Express puis pour l’hebdomadaire Far Eastern Economic Review. Gilley a aussi été boursier du Woodrow Wilson Center à l'université de Princeton de 2004 à 2006 et y a obtenu son doctorat en politique en 2007.
En 2006, Gilley publie un article intitulé The Meaning and Measure of State Legitimacy: Results for 72 Countries introduisant de nouvelles méthodes quantitatives multidimensionnelles du concept qualitatif de légitimité politique,,. Ses travaux ont ensuite été poursuivis par d’autres universitaires et adaptés à des régions spécifiques comme l’Amérique latine et en Europe. Gilley lui-même a mis à jour ses travaux sur la légitimité avec des données empiriques complémentaires,.

### The Case for Colonialism
L'article intitulé The Case for Colonialism, de Gilley, a été publié en 2017 dans une version en ligne préliminaire du Third World Quarterly, contre la recommandation des lecteurs experts. Selon Gilley, le colonialisme était à la fois objectivement bénéfique (ses avantages l'emportaient sur ses inconvénients) et subjectivement légitime (il était accepté par de larges segments de la population locale). Par conséquent, l'auteur appelle à une renaissance du colonialisme. L'article a été jugé polémique à la fois pour son argumentation et pour sa rétractation ultérieure, et a abouti à un débat sur les normes académiques et l'examen par les pairs,. Quinze membres du conseil d'administration de la revue Academic ont démissionné la question. L'article a finalement été retiré avec le consentement de Gilley et republié en avril 2018 dans la revue conservatrice Academic Questions de la National Association of Scholars.
Lorsqu'on lui a demandé s'il serait éthique de publier un article prônant le génocide, Gilley a déclaré : « Je pense que tout le monde serait d'accord, le génocide « est une erreur morale », mais qu'il ne croyait pas que le colonialisme était une erreur morale. Au printemps 2022, Gilley a répondu à nombre de ses détracteurs dans un deuxième article intitulé The Case for Colonialism: A Response to My Critics. »

## Publications

### Publications sélectives
- (en) Tiger on the Brink: Jiang Zemin and China's New Elite, University of California Press, 1998 (ISBN 0520213955).
- (en) Model Rebels: The Rise and Fall of China's Richest Village, University of California Press, 2001 (ISBN 978-0520225329).
- (en) China's New Rulers: The Secret Files, New York, New York Review of Books, 2003 (ISBN 978-1590170465).
- (en) China's Democratic Future: How It Will Happen and Where It Will Lead, Columbia University Press, 2004 (ISBN 978-0231130844).
- (en) The Right to Rule: How States Win and Lose Legitimacy, Columbia University Press, 2009 (ISBN 978-0231138727).
- (en) The Nature of Asian Politics, Cambridge University Press, 2014 (ISBN 978-0521761710).
- (en) The Last Imperialist: Sir Alan Burns's Epic Defense of the British Empire, Regnery Gateway, 2021 (ISBN 978-1684512171).
- (en) In Defense of German Colonialism: And How Its Critics Empowered Nazis, Communists, and the Enemies of the West, Regnery Gateway, 2022 (ISBN 978-1684512379).

### Articles
- (en) « Third World Quarterly » [PDF]. 25 (6): 1155–1166.
- (en) « The Case for Colonialism » [PDF], sur Academic Questions, Third World Quarterly, 2017, p. 167–185.
- (en) « The Case for Colonialism: A Response to My Critics », sur Academic Questions, 2022.